# El follet del bosc tranquil
El follet del bosc tranquil (のどか森の動物大作戦, Nodoka Mori no Doubutsu Daisakusen, lit. ‘La gran operació dels animals del bosc tranquil’) és un anime japonès en format d'especial, emès a la cadena Fuji TV en el bloc Nissei Family Special el 3 de febrer de 1989. Va ser produït per Nippon Animation amb assistència de Madhouse. L'especial es va estrenar el 12 de desembre de 1992 a TV3 doblat al català.
L'especial està basat en la novel·la infantil de 1968 Jakobus Nimmersatt, de l'autor alemany Boy Lornsen.
Aquesta és la primera pel·lícula en què el compositor Tatsumi Yano s'encarrega d'un acompanyament teatral. Yano va ser elegit perquè havia arranjat el tema principal per al grup de música Slap Stick, que va cantar el tema principal d'aquest especial.

## Trama
En Peter, una fada en forma de nen, viu en un bosc tranquil amb uns animals. Aviat rep la notícia que la gent del poble vol guanyar diners talant els arbres del bosc. En Peter, que entén el llenguatge humà, escriu un avís als habitants del poble perquè aturin les tales, però és en va. Així, en Peter i els animals decideixen canviar els animals del bosc per bestiar per sorprendre la gent. La gent de la ciutat entra en pànic davant aquest gir inesperat dels fets.

## Doblatge
| Personatge  | Japonès           | Català               |
| ----------- | ----------------- | -------------------- |
| Peter       | Masako Nozawa     | Marta Barbarà        |
| Jacobus     | Kaneta Kimotsuki  |                      |
| Pia         | Minori Matsumashi | Lourdes López        |
| Mary        |                   | Teresa Manresa       |
| Carl        | Mami Koyama       | Joël Mulachs         |
| Pepo        | Masaru Ikeda      | Mark Ullod           |
| Benjamin    | Isshin Ikeda      | Jaume Mallofré       |
| Paul        | Rokurō Naya       | Ivan Pera            |
| Magnus      | Junpei Takiguchi  | Francesc Alborch     |
| Stofel      | Kōhei Miyauchi    | Emili Freixas        |
| Capellà     |                   | Antoni Crespo        |
| Boron       |                   | Enric Serra Frediani |
| Adam        | Minoru Inaba      | Joaquim Sota         |
| Bertha      | Kiyoko Shibata    | Pepa Arenós          |
| Penny       |                   | Fina Rius            |
| Ketal (gat) | Tetsuo Mizutori   | Jaume Villanueva     |
| Gallina     |                   | Jaume Costa          |